# Adelante
Adelante è un album in studio del gruppo cileno Quilapayún pubblicato nel 1975.

## Descrizione
Questo è il secondo disco in studio realizzato durante l'esilio in Francia. Come indicato in un testo presente sul retrocopertina del disco e accreditato al gruppo, i Quilapayún, a due anni dal golpe di Pinochet, decidono che il loro compito è portare avanti (da cui il titolo dell'album: adelante in italiano significa, appunto, avanti) e mantenere vivo il movimento culturale al quale appartengono, la Nueva Canción Chilena, creando nuove canzoni che siano legate ai temi dell'attualità e anche strumento di lotta, aumentando così il loro ruolo di creatori e di autori rispetto a quello di esecutori di brani altrui o di brani tradizionali spesso rivestito in precedenza.
Non a caso il disco presenta tutti brani inediti, con l'eccezione de La batea, che ha però qui un testo diverso, con riferimenti espliciti ai fatti degli ultimi anni, rispetto a quello pubblicato in precedenza nell'album Vivir como él, e ogni brano vede tra gli autori uno o più elementi del gruppo. 
Vengono anche messi in musica alcuni versi di Pablo Neruda, scelta artistica che caratterizzerà le composizioni del gruppo anche negli anni seguenti. Pido castigo è strutturata con un recitato iniziale in francese, seguito dalla canzone vera e propria che canta gli stessi versi, ma in spagnolo. I versi sono tratti dalla poesia di Pablo Neruda Los enemigos, parte del Canto general. Premonición a la muerte de Joaquín Murieta utilizza invece alcuni versi dell'opera teatrale di Neruda Fulgor y Muerte de Joaquín Murieta (Splendore e morte di Joaquim Murieta), ispirata alla figura di Joaquin Murrieta. 
El plan Leopardo narra dell'omonimo piano della DINA, la polizia politica di Augusto Pinochet, tramite il quale vennero catturati dei militanti comunisti, condotti nel centro di detenzione e tortura noto come Londres 38 e lì seviziati e uccisi. 
Gli arrangiamenti appartengono tutti collettivamente al gruppo, tranne i brani Pido castigo e Marcha por la unidad le cui parti strumentali sono state curate da Sergio Ortega mentre le parti vocali sono a carico dei Quilapayún.

## Edizioni
Questo album è stato pubblicato per la prima volta nel 1975, in formato LP, e in questo stesso formato è stato pubblicato in diversi paesi del mondo, sempre con identica track-list, identico titolo (a volte espresso in due lingue) e a volte con la copertina modificata. 
Negli anni '90 Adelante è stato anche pubblicato in CD in edizioni che aggiungevano alcune bonus track tratte dall'album Enregistrement public (indicate come "altri titoli fondamentali registrati nella stessa epoca"), ma vedevano assente il brano Marcha por la unidad. Solo con l'edizione del 1998, curata da Rodolfo Parada, si è avuta la presenza di tutte le 12 tracce originali.
- 1975 – LP, Pathé Marconi EMI 2 C 066-97207, Francia, intitolato En Avant! Adelante!
- 1975 – LP, EMI 61 2601811, Argentina
- 1975 – LP, EMI Odeon EOS-80516, Giappone, intitolato En Avant! Adelante!
- 1976 – LP, Fadisa 710110, Ecuador
- 1976 – LP, I Dischi dello Zodiaco VPA 8283, Italia, intitolato Avanti! Adelante!
- 1976 – LP, Pläne Records P 16 BF 72, Germania Ovest, intitolato En Avant! Adelante!
- 1976 – LP, Discos Orbe OBS-E-25051, Colombia, intitolato En Avant! Adelante!
- 1977 – LP, Movieplay 17.1229/1, Spagna
- 1977 – LP, Copacabana COLP - 12624, Brasile
- 1977 – LP, Corporacion Los Ruices CLR-1554, Venezuela, intitolato En Avant! Adelante!
- 1979 – LP, Orfeon LP-1650-5183, Messico
- 1991 – CD, Disques Dom CD 1049, Francia, edizione con 13 tracce
- 1996 – CD, Alerce CDAL 0300, Cile, edizione con 13 tracce
- 1998 – CD, Warner Music Chile 3984 25667-2, Cile, edizione con 15 tracce

## Tracce

### LP
1. Susurro – 2:48 (musica: Rodolfo Parada)
2. Malembe – 3:55 (testo: Quilapayún – musica: Quilapayún e tradizionale cubano)
3. Pido castigo – 3:29 (testo: Pablo Neruda – musica: Eduardo Carrasco)
4. Contraste – 3:06 (musica: Eduardo Carrasco)
5. El plan Leopardo – 3:35 (testo: anonimo – musica: Willy Oddó)
6. Fiesta en la cocha – 3:31 (testo: Hernán Gómez – musica: Quilapayún)
7. Premonición a la muerte de Joaquín Murieta – 4:10 (testo: Pablo Neruda – musica: Eduardo Carrasco)
8. Sonatina – 2:50 (musica: Hugo Lagos)
9. La batea – 3:03 (testo: Quilapayún – musica: Toni Taño)
10. Otoño – 3:30 (musica: Eduardo Carrasco)
11. Cueca de la solidaridad – 1:42 (Eduardo Carrasco)
12. Marcha por la unidad – 2:33 (testo: Eduardo Carrasco e Rodolfo Parada – musica: Eduardo Carrasco)

Durata totale: 38:12

### CD
1. Susurro – 2:48 (musica: Rodolfo Parada)
2. Premonición a la muerte de Joaquín Murieta – 4:10 (testo: Pablo Neruda – musica: Eduardo Carrasco)
3. Malembe – 3:55 (testo: Quilapayún – musica: Quilapayún e tradizionale cubano)
4. Contraste – 3:06 (musica: Eduardo Carrasco)
5. El plan Leopardo – 3:35 (testo: anonimo – musica: Willy Oddó)
6. Fiesta en la cocha – 3:31 (testo: Hernán Gómez – musica: Quilapayún)
7. Duerme negrito (dal disco Enregistrement public) – 3:26 (tradizionale) – bonus track
8. Pido castigo – 3:29 (testo: Pablo Neruda – musica: Eduardo Carrasco)
9. Otoño – 3:30 (musica: Eduardo Carrasco)
10. Las obreras (dal disco Enregistrement public) – 3:03 (testo: Quilapayún – musica: tradizionale argentino) – bonus track
11. Sonatina – 2:50 (musica: Hugo Lagos)
12. La bola (dal disco Enregistrement public) – 3:33 (testo: Carlos Puebla – musica: tradizionale cubano) – bonus track
13. Cueca de la solidaridad – 1:42 (Eduardo Carrasco)
14. Marcha por la unidad – 2:33 (musica: Eduardo Carrasco)
15. La batea – 3:03 (testo: Quilapayún – musica: Toni Taño)

Durata totale: 48:14

## Crediti

### Formazione
- Eduardo Carrasco
- Carlos Quezada
- Willy Oddó
- Hernán Gómez
- Rodolfo Parada
- Hugo Lagos
- Guillermo Garcia

### Collaboratori
- Denis Manuel  - voce recitante in Pido castigo
- Jean-Claude Lefevre - ingegnere del suono
- Brigada Ramona Parra - disegno di copertina
- Alejandro Stuart - fotografie